# Avrillé, Vendée
Avrillé är en kommun i departementet Vendée i regionen Pays de la Loire i västra Frankrike. Kommunen ligger i kantonen Talmont-Saint-Hilaire som tillhör arrondissementet Les Sables-d'Olonne. År 2022 hade Avrillé 1 408 invånare.

## Befolkningsutveckling
Antalet invånare i kommunen Avrillé
| Referens: INSEE |